# 베치 루
베치 루(Betsy Rue, 1979년 5월 4일 ~ )는 미국의 배우, 전 모델이다. 2006년 시트콤 《Still Standing》 시즌 4 브랜디 역으로 데뷔하였다.

## 출연 작품

### 영화
- 블러디 발렌타인 (2009)
- H2: 어느 살인마의 가족 이야기 (2009)
- 미스 마치 (2009)

### 텔레비전
- Still Standing (2006)